# Cserey Adolf

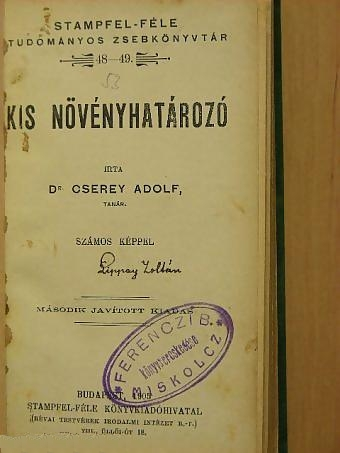
Kis növényhatározó

Cserey Adolf (születési neve: Lóh Adolf) (Besztercebánya, 1851. október 18./október 28. – Budapest, 1928. július 28.) botanikus és entomológus.

## Életrajza
Szülei: Lóh Ferenc és Hadriger Jozefa voltak. Mint cisztercita szerzetes 1875-ben a budapesti egyetemen tanári, 1881-ben doktori oklevelet szerzett természet- és földrajzból, később kémiatanári oklevelet is. 1874-től Pécsen, 1879-től Baján, 1880-tól Székesfehérváron tanított. 1884-ben kilépett a rendből és Szegeden újságíró, majd 1885-től nyugdíjazásáig, 1921-ig ismét tanár volt.

### Munkássága
Ásványtani és florisztikai tanulmányai jelentéktelenek, de Növényhatározója évtizedeken át jó szolgálatot tett. Írt a Tudományos Zsebkönyvtár számára Ásvány-, Lepke- és Kis növényhatározót, Növényszótárt is, ezek számos kiadásban jelentek meg.

## Művei
- Növényhatározó (Selmecbánya, 1887, 4. kiadás 1906)
- Kis növénygyűjtő (Pozsony, 1900)
- Kis növényhatározó (Pozsony, 1900)
- Ásványhatározó (Pozsony, 1900)
- Rovargyűjtő (Pozsony, 1901)
- Lepkehatározó (Pozsony, 1901)
- Bogárhatározó (Pozsony, 1901)
- Gombaisme (Pozsony, 1902)
- Kis ásványtan (Pozsony, 1902)
- A növények természetrajza (Pozsony, 1903)
- Az állatok természetrajza (Pozsony, 1903)
- A növénytani kifejezések betűrendes ismertetése (Pozsony, 1907)